# Parque estatal Navajo
El Parque Estatal Navajo (en inglés: Navajo State Park) es un parque del estado de Colorado, al oeste de los Estados Unidos, en la orilla norte del Lago Navajo. Considerada como la respuesta de Colorado para el Lago Powell, este embalse en el río San Juan comienza en las Montañas de San Juan en Colorado y se extiende 20 millas (32 km) en Nuevo México. Cubre 15.000 acres y cuenta con 150 millas (240 kilómetros) de la costa de los dos estados. Las actividades del parque incluyen paseos en bote, houseboating, pesca, camping y observación de la fauna. También hay un parque estatal de Nuevo México en el extremo sur del lago.